# 蛛網理論
蛛網理論（英語：cobweb theory）是一種動態的均衡變動模型，用來解釋生產期比較長的產品之均衡點，隨時間變動的情形。所謂「生產期」，就是說從廠商獲知市場狀況而決定改變產量，到它產量調整完成的期間。有兩類產品生產期比較長，一是農產品，一是學校教育的人力投資。尼古拉斯·卡爾多在1934年研究這個模型，並提出這個理論。